# 米罗斯拉娃·斯克莱尼奇科娃
米罗斯拉娃·斯克莱尼奇科娃（捷克語：Miroslava Skleničková，1951年3月11日—），捷克女子体操运动员。她曾代表捷克斯洛伐克参加1968年夏季奥林匹克运动会体操比赛，获得女子团体全能银牌。